# Ingenium Education
Ingenium Education GmbH ist ein privater Anbieter von berufsbegleitenden akademischen Studiengängen für Absolventen von berufsbildenden höheren Schulen an mehreren Standorten in Österreich.